# Sans Souci (stacja metra)
Sans Souci – stacja metra w Lyonie, na linii D. Stacja została otwarta 9 września 1991.